# 오토 차이나
오토 차이나(영어: Auto China) 또는 베이징 국제 자동차 전시회(영어: Beijing International Automotive Exhibition, 중국어 간체자: 北京国际汽车展览会)는 1990년부터 중국 베이징에서 격년으로 개최되는 오토쇼이다.

## 2024년
2024 오토 차이나 쇼는 2024년 4월 25일부터 5월 4일까지 뉴 차이나 국제 전시 센터에서 개최될 예정이다.

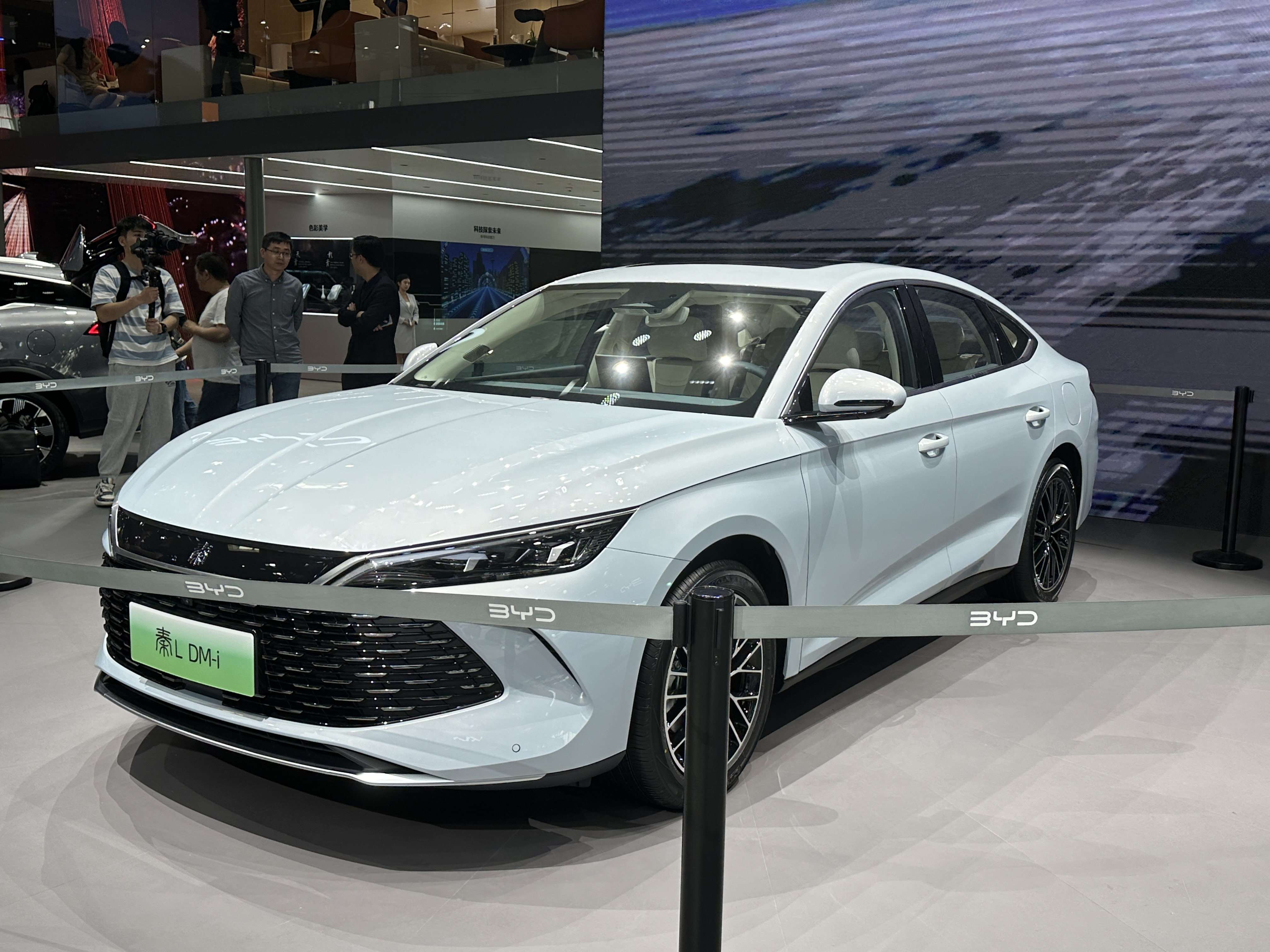
BYD 친 L

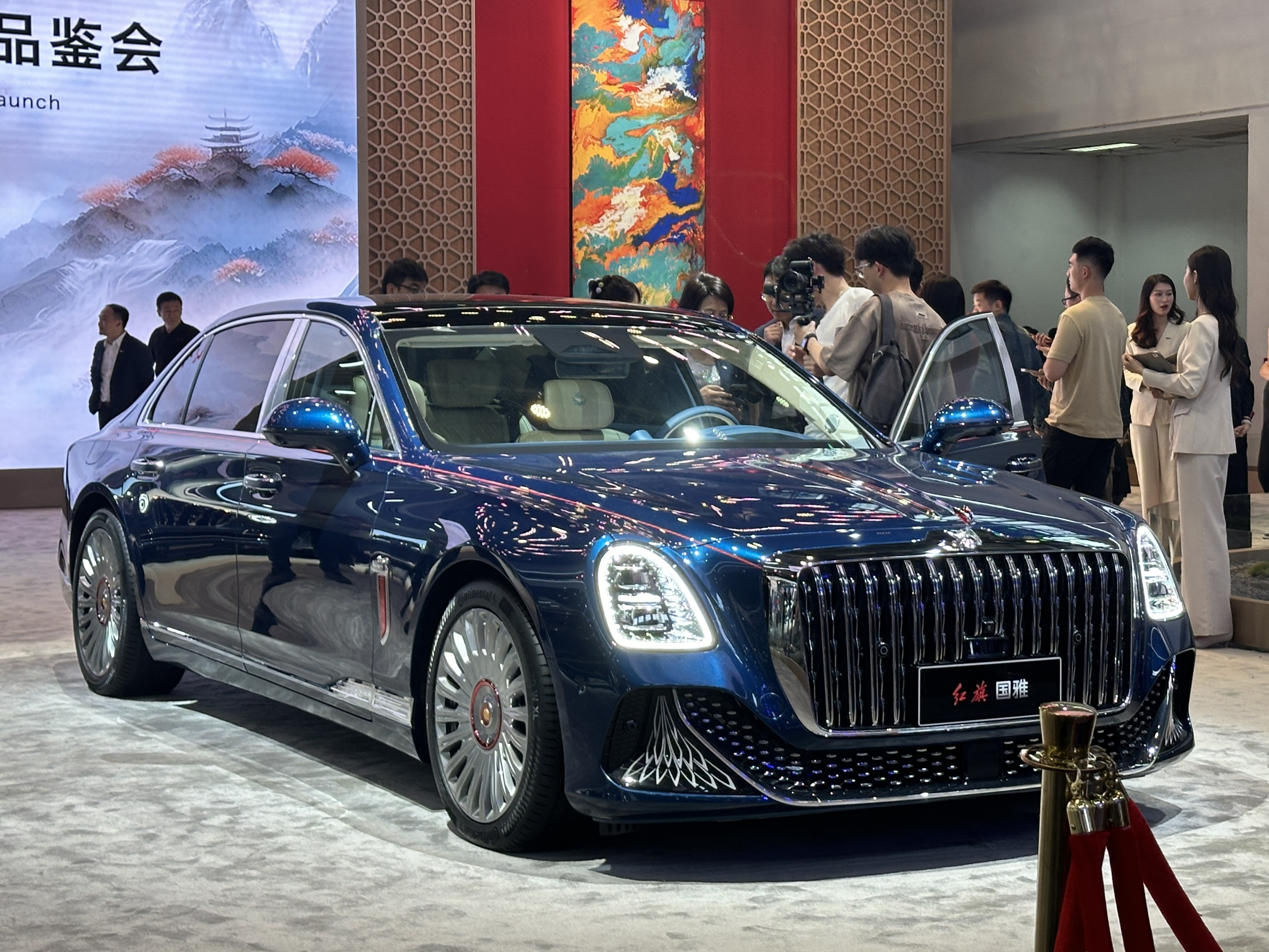
훙치 궈야

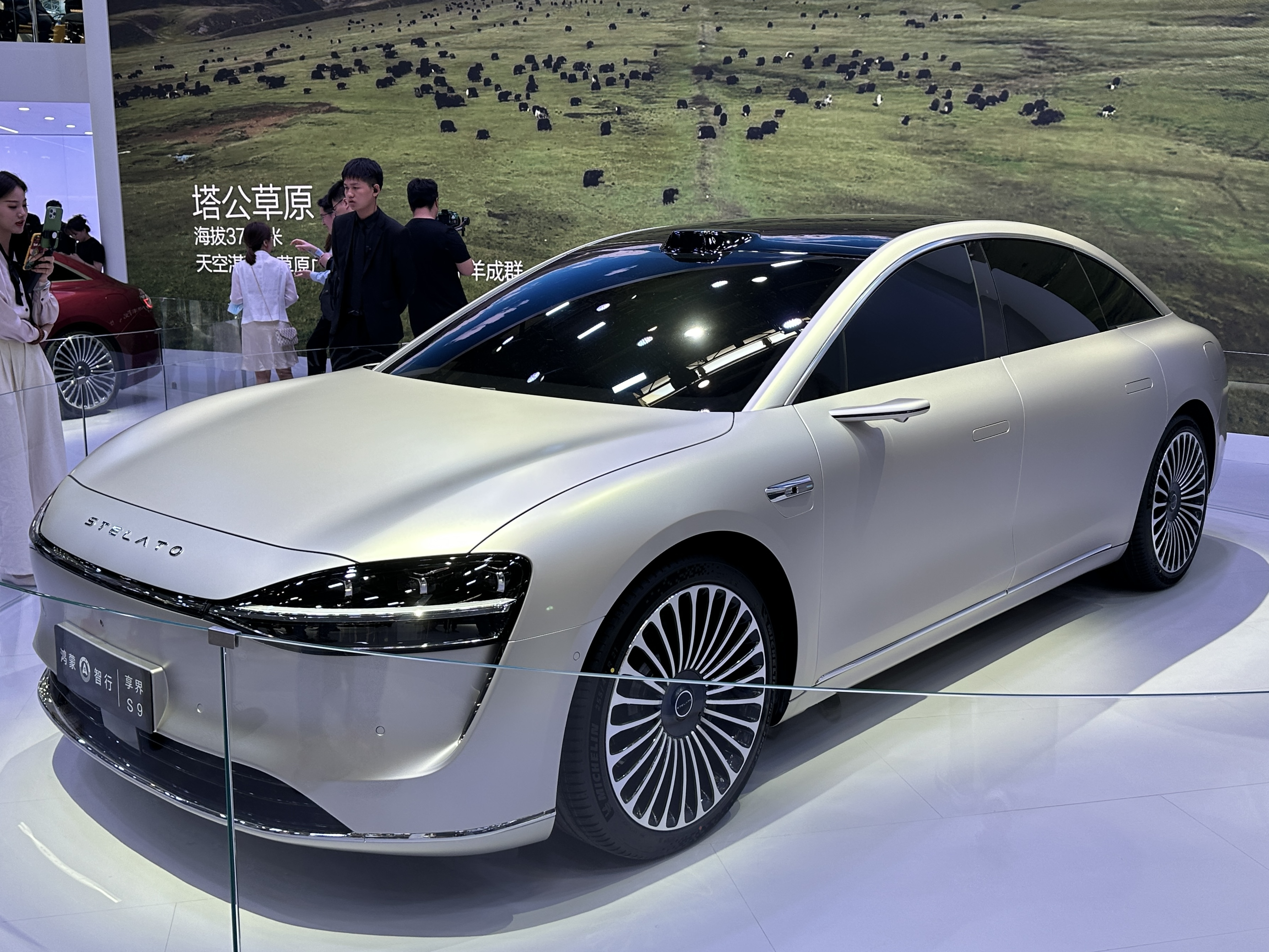
스텔라토 S9

### 양산형 자동차
- 아우디 Q6L e-트론
- 아이올로스 L7
- 아이온 V (재설계)
- 벤틀리 뮬리너 바투르
- BMW 4 시리즈 그란 쿠페 (페이스리프트)
- BMW i4 (페이스리프트)
- 뷰익 GL8 PHEV
- 비야디 친 L
- 비야디 씰 06 DM-i
- 비야디 시라이언 07 EV
- 캐딜락 옵틱
- 체리 풀윈 T9
- 체리 풀윈 T10
- 체리 티고 8 (페이스리프트)
- 체리 티고 9 (글로벌)
- 쉐보레 에퀴녹스 EV
- 창안 헌터
- 창안 네보 E07
- 창안 UNI-Z
- 디팔 G318
- 덴자 Z9 GT
- 둥펑 eπ 008
- 포싱 싱하이 S7
- 팡천바오 바오 8
- 하발 H6 (페이스리프트)
- 하발 H9 (재설계)
- 혼다 Ye P7
- 혼다 Ye S7
- 혼다 e:NP2
- 혼다 e:NS2
- 훙치 Guoli
- 훙치 궈야
- 훙치 H9 (페이스리프트)
- 훙치 HQ9 PHEV
- 훙치 궈야
- 훙치 EH7
- 훙치 EHS7
- IM L6
- iCar V23
- 지 위에 07
- 제투어 산하이 T7
- 제투어 산하이 L6
- 제투어 산하이 L7
- 제투어 산하이 P5
- 제투어 산하이 T1
- 제투어 산하이 T5
- 재쿠 J7 PHEV (글로벌)
- 재쿠 J8 PHEV (글로벌)
- 기아 쏘넷 (페이스리프트)
- 람보르기니 우루스 SE
- 립모터 C16
- 리오토 메가
- 리오토 L6
- 링시 L
- 링크 & 코 07
- 메르세데스-벤츠 G 580 일렉트릭
- 메르세데스-AMG GT 63 S E 퍼포먼스
- 메르세데스-벤츠 EQS (페이스리프트)
- M-Hero M-Hunter
- M-Hero 917 쟈오롱잔쟈
- 미니 에이스맨
- 마쓰다 EZ-6
- 네타 L
- 오모다 E5 (글로벌)
- 포르쉐 마칸 EV
- 스텔라토 S9
- 토요타 bZ3X
- 토요타 bZ3C
- 토요타 GR 야리스 (페이스리프트)
- 폭스바겐 티구안 L 프로
- 폭스바겐 마고탄 (재설계)
- 폭스바겐 ID.UNYX
- 볼보 EX30
- 우링 빙궈 SUV
- 샤오미 SU7
- 양왕 U7
- 지커 009 그랜드
- 지커 믹스

### 컨셉트 카

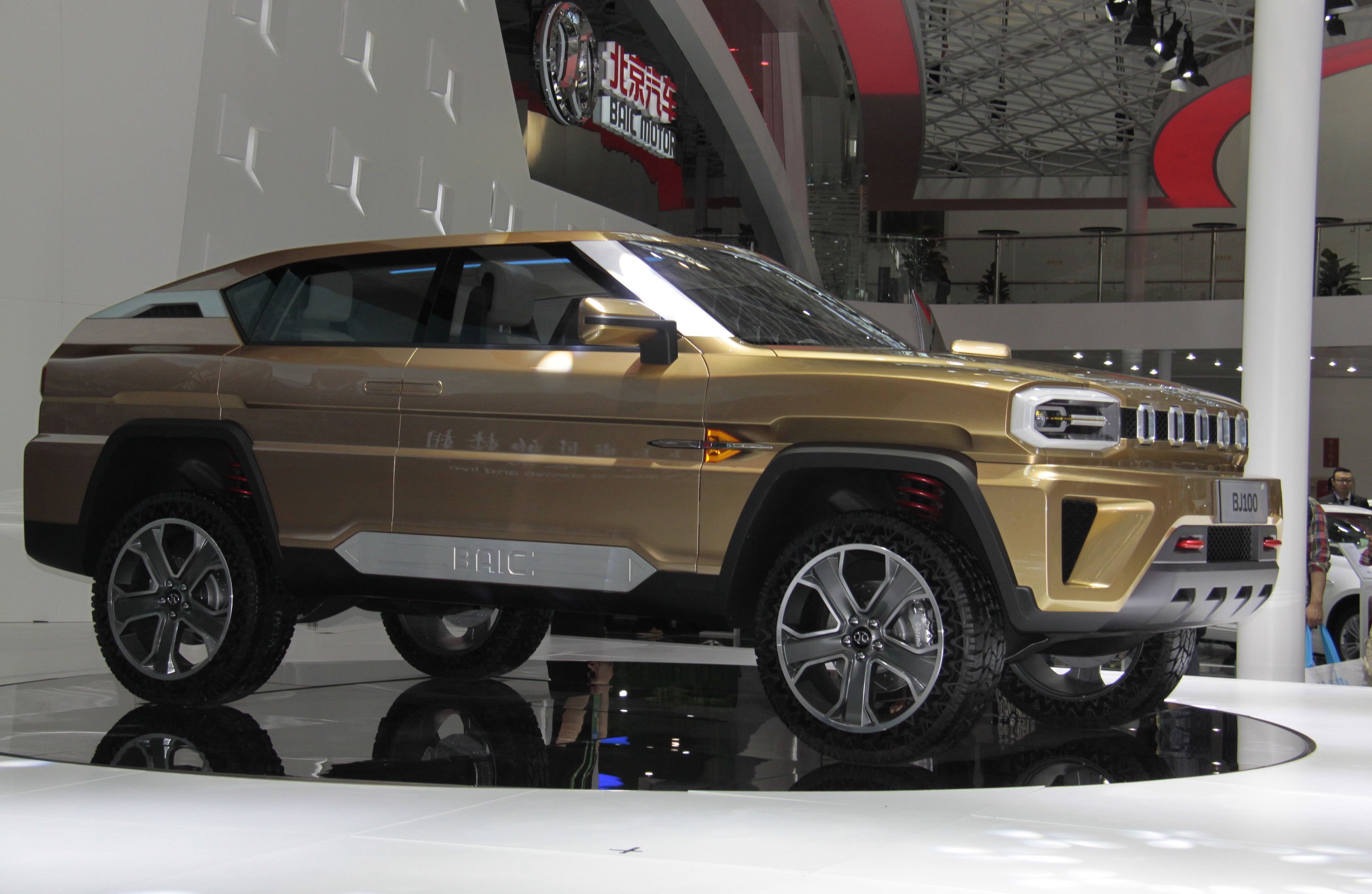
오토 차이나 2014의 BAIC BJ100

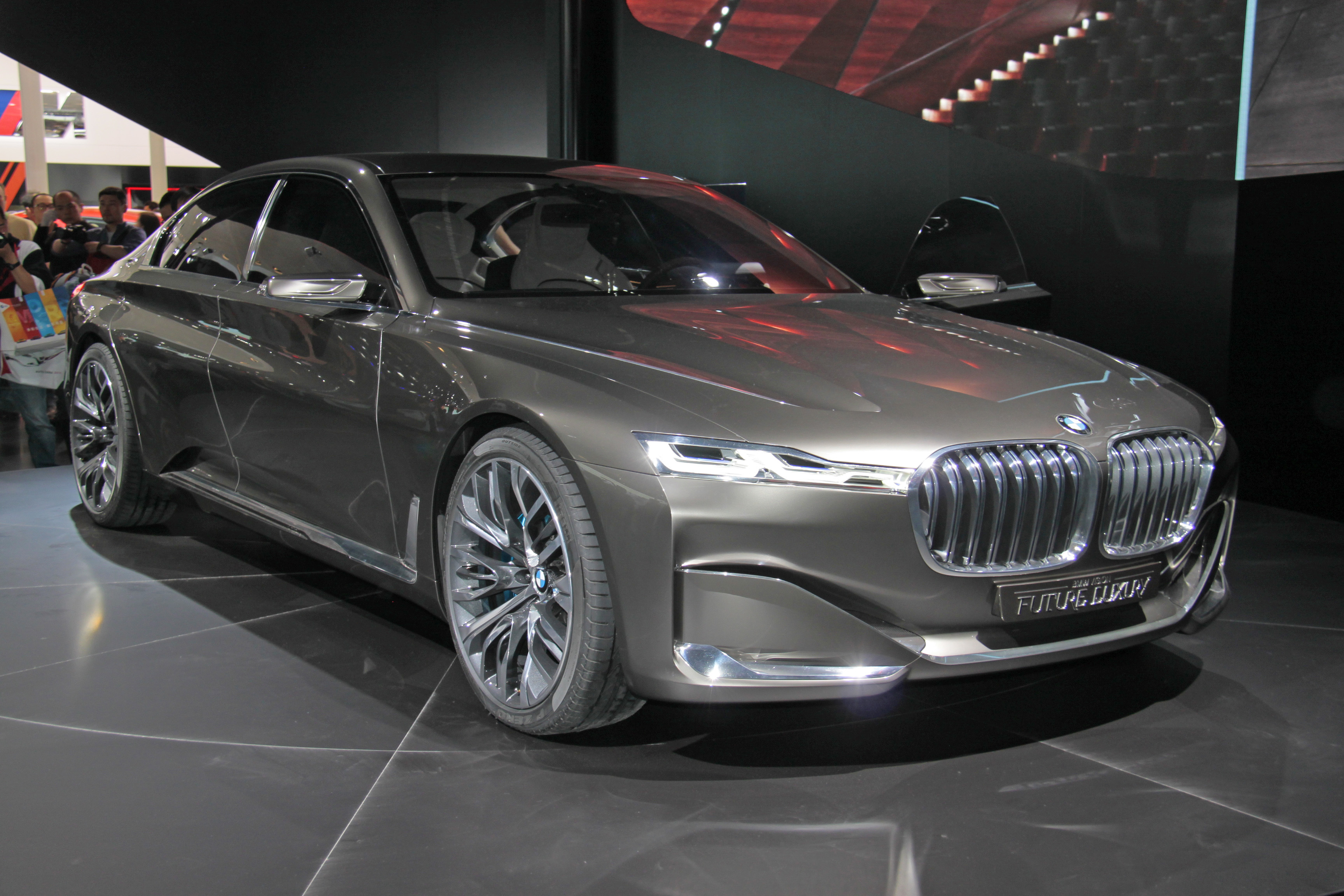
오토 차이나 2014의 BMW 비전 퓨처 럭셔리

- BMW 비전 노이에 클라세 콘셉트
- BYD 오션-M
- 뷰익 일렉트라-LT
- 뷰익 일렉트라-L
- 체리 풀윈 E06
- 둥펑 eπ2024
- 엑시드 E08 콘셉트
- 팡천바오 슈퍼 3
- 팡천바오 슈퍼 9
- 지리 갤럭시 스타십
- 제네시스 G80 EV 마그마
- 혼다 Ye GT 콘셉트
- 훙치 황금 해바라기 콘셉트
- 훙치 E007
- 훙치 E009
- 훙치 E702
- iCar X25
- MG EXE181
- 메르세데스-벤츠 콘셉트 CLA 클래스
- 마쓰다 아라타
- 닛산 에라
- 닛산 에포크
- 닛산 에보
- 닛산 에픽
- 닛산 하이퍼 포스
- 스마트 콘셉트 #5
- 토요타 bZ 새티스파이드스페이스 콘셉트
- 폭스바겐 ID.코드

## 2022년
2022 오토 차이나 쇼는 2022년 4월 21일부터 30일까지 개최될 예정이었으나, 코로나바이러스에 대한 지속적인 우려로 취소되었다.

## 2020년
2020 오토 차이나 쇼는 4월 21일에 개막될 예정이었으나, 코로나 바이러스 관련 건강 문제로 연기되었다. 2020년의 새로운 개최일은 9월 26일부터 10월 5일까지였다.

### 양산형 자동차
- 아우디 A6 (페이스리프트)
- 애스턴 마틴 DB5 GT-R 자가토
- 애스턴 마틴 밴티지 GT3
- 베이징 아크폭스 알파 T
- 바오준 RC-5W

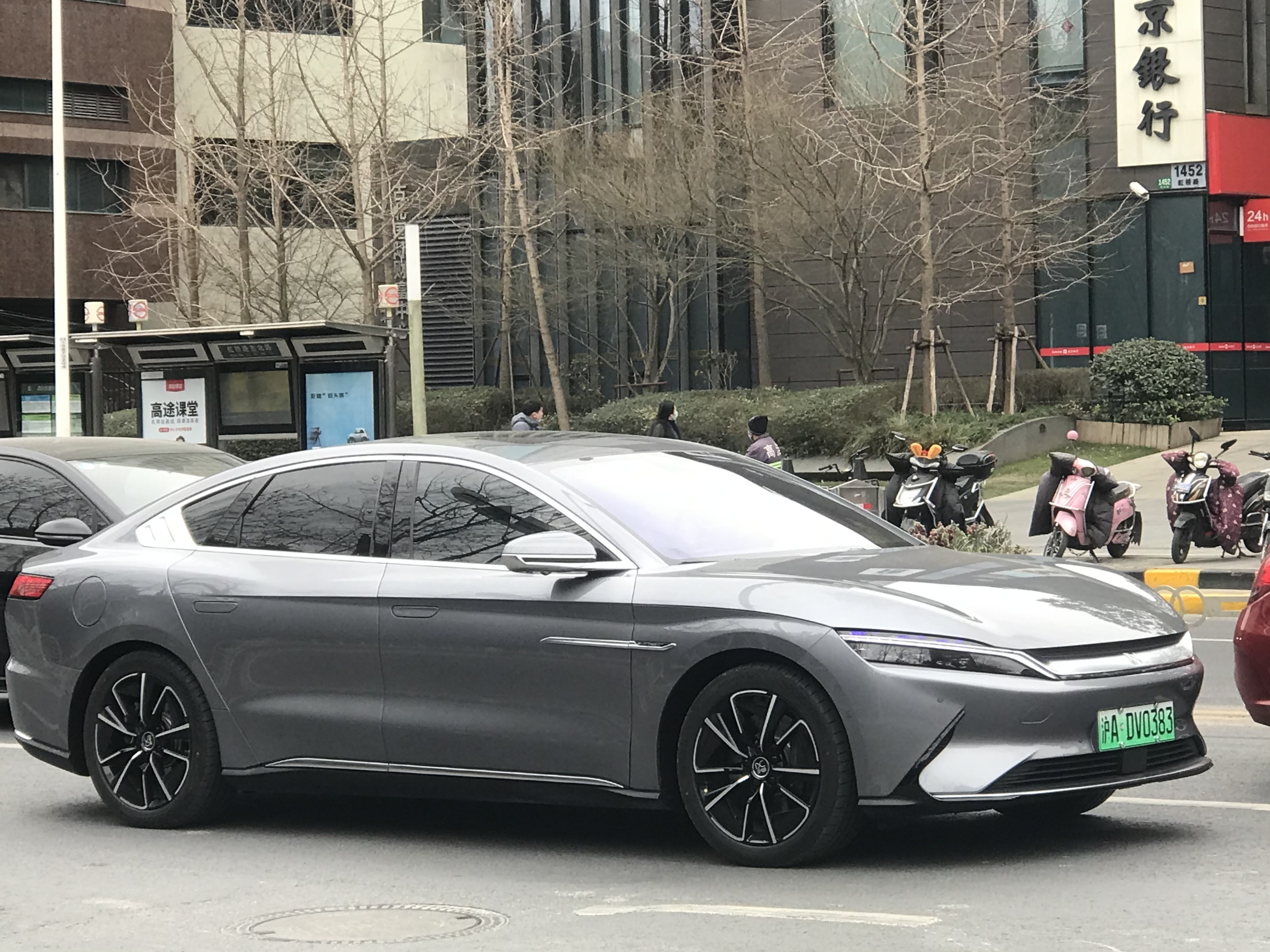
BYD 한 EV

- BMW 4 시리즈 (G22) (재설계)
- 비야디 한
- 비야디 한 EV
- 훙치 E115
- 현대 싼타페 (페이스리프트)
- 현대 투싼 (재설계)
- 마세라티 기블리 하이브리드
- 마세라티 MC20
- 메르세데스-벤츠 S 클래스 (재설계)
- 메르세데스-벤츠 EQA
- 메르세데스-AMG GT 블랙 시리즈
- MG 5
- 네타 EP12
- 니오 포뮬러 E 2020년, 2021년
- 니오 EC6
- 니오 ET5
- 니오 ET7
- 닛산 아리야
- 롤스로이스 고스트 (재설계)
- 리막 네베라
- 폴스타 3
- 사우이스트 EX6
- 폭스바겐 ID.4
- 우링 빅토리

### 컨셉트 카
- 아우디 AI:YOU
- 립모터 C-컬쳐
- 링크 & 코 제로
- 맥서스 XJC
- MG 사이버스터
- 현대 프로페시 EV
- 호존 유레카 03
- 로위 R-아우라
- 폭스바겐 ID 로케즈

## 2018년

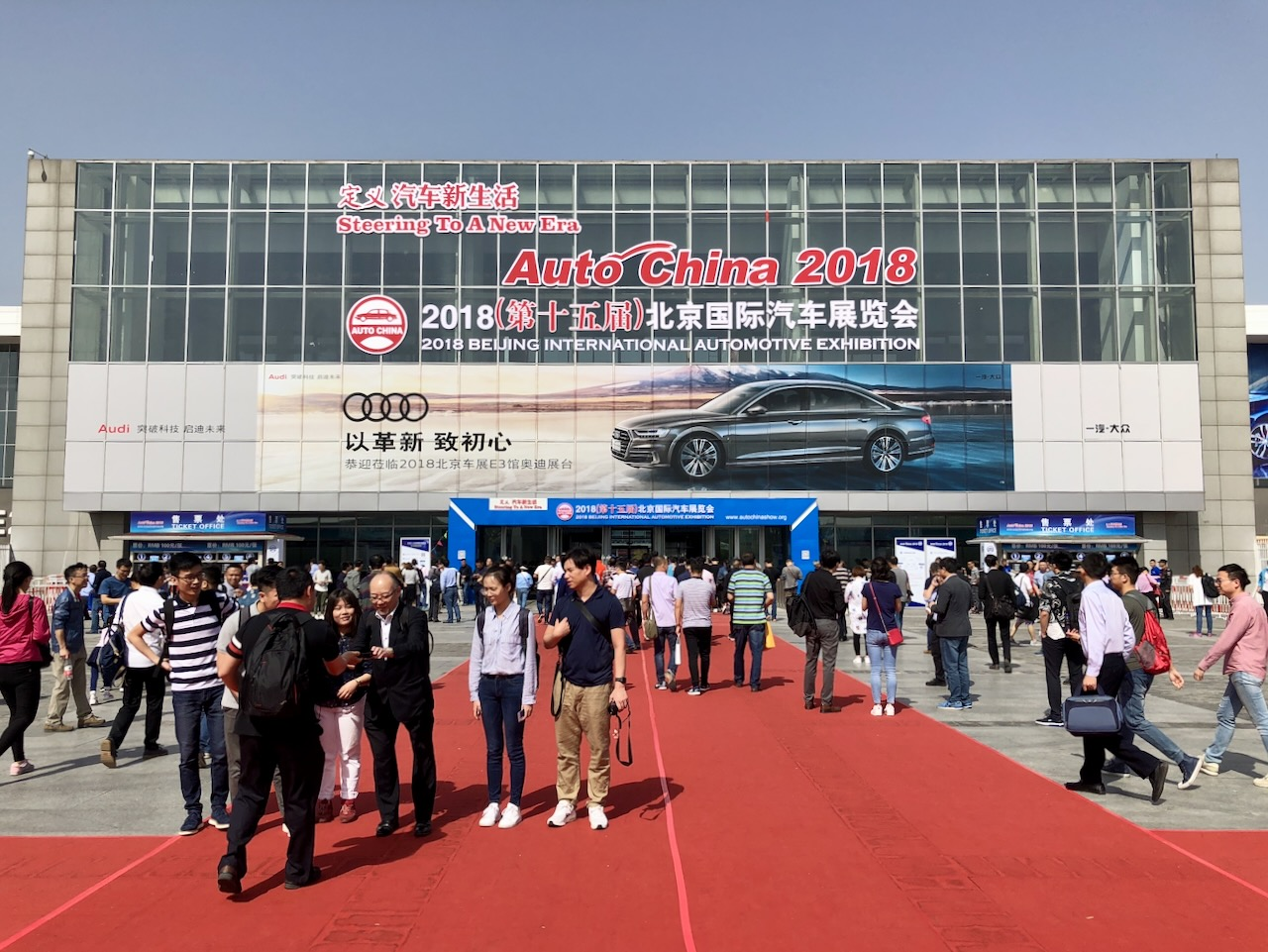
오토 차이나 2018 입구

### 양산형 자동차
- 메르세데스-벤츠 A-클래스 (롱 휠베이스 세단)
- BMW M2 컴페티션
- 렉서스 ES
- 스코다 카미크
- 폭스바겐 투아렉 (3세대)

### 컨셉트 카
- BMW iX3
- DS X E-텐스
- 메르세데스-마이바흐 얼티밋 럭셔리 SUV 콘셉트
- MG X-모션
- 피닌파리나 K350 콘셉트
- 피닌파리나 H500 콘셉트

## 2016

### 양산형 자동차
| - 아큐라 CDX - 아우디 TT RS 쿠페 - 벤틀리 뮬산 - BMW X1 LWB - BMW M4 GTS - BMW M760Li xDrive - 시트로엥 C6 - DS 4S - 페라리 GTC4루소 (아시아 데뷔) - 지리 엠그랜드 GS - 재규어 XF L - 렉서스 IS (페이스리프트) - 마쓰다 CX-4 - 메르세데스-벤츠 E-클래스 LWB - 닛산 티이다 - 포르쉐 718 카이맨 S - 르노 콜레오스 |

### 컨셉트 카
| - BAIC 아크폭스-7 콘셉트 - BMW 콘셉트 콤팩트 세단 - 체리 FV2030 콘셉트 - 인피니티 QX 스포츠 인스피레이션 콘셉트 - LeEco LeSee 콘셉트 - 폭스바겐 T-프라임 콘셉트 GTE - 둥펑 펑션 S30 PHEV 콘셉트 |

## 2014년
오토 차이나 2014는 4월 20일부터 4월 29일까지 New China International Exhibition Center에서 개최되었다.

### 양산형 자동차
| - 바오준 730 - 부가티 베이론 그랜드 스포츠 비테세 블랙 베스 - DS 6WR - 기아 K3S - 코닉세그 원:1 (아시아 데뷔) - 람보르기니 아벤타도르 나치오날레 - 메르세데스-벤츠 C-클래스 LWB - 롤스로이스 팬텀 피나클 트래블 - 사우이스트 V6 링시 크로스 |

### 컨셉트 카
| - 아우디 TT 올로드 콘셉트 - BAIC BJ100 - BMW 비전 퓨처 럭셔리 세단 - 체리 콘셉트 알파 - 체리 베타 5 콘셉트 - 제일 베스튠 파이 - 포드 에베레스트 콘셉트 - GAC 트럼치 E-젯 - GAC 트럼치 GA6 콘셉트 - 지리 엠그랜드 크로스 PHEV - 혼다 Spirior 콘셉트 - 현대 ix25 콘셉트 - JAC SC-9 콘셉트 - 링컨 MKX 콘셉트 - 메르세데스-벤츠 콘셉트 쿠페 SUV - 폭스바겐 골프 R 400 콘셉트 |

## 2012년

### 양산형 자동차
- 애스턴 마틴 드래곤 88 에디션
- 벤틀리 뮬산 다이아몬드 주빌리 에디션
- BMW 328Li 및 335Li
- BMW 7 시리즈 페이스리프트
- 부가티 베이론 그랜드 스포츠 웨이 롱
- 페라리 458 Year Of The Dragon Edition
- 인피니티 M35hL
- 재규어 XJ 얼티밋[4]
- 랜드로버 레인지로버 이보크 스페셜 에디션 위드 빅토리아 베컴
- 로터스 에보라 GTE 차이나 리미티드 에디션
- 메르세데스-벤츠 G63 & G65 AMG
- 닛산 실피
- 포르쉐 카이엔 GTS
- 로위 950[5]
- 롤스로이스 팬텀 시리즈 II 익스텐디드 휠베이스
- 스바루 아웃백 세단
- 폭스바겐 E-벅스터 카브리오
- 폭스바겐 라비다

### 컨셉트 카
- 아우디 A6L e-트론
- 아우디 Q3 진롱 유펑
- 아우디 RS Q3

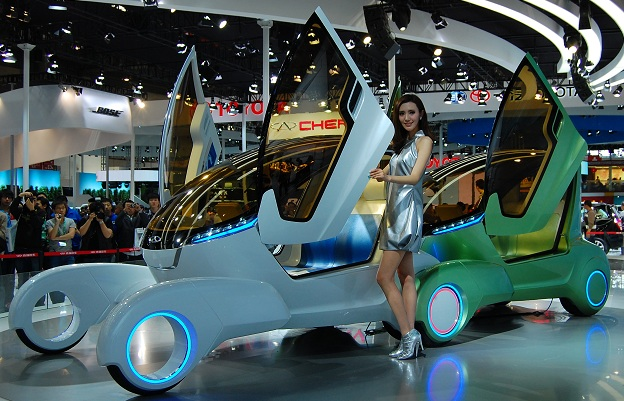
오토 차이나 2012의 체리 @앤트

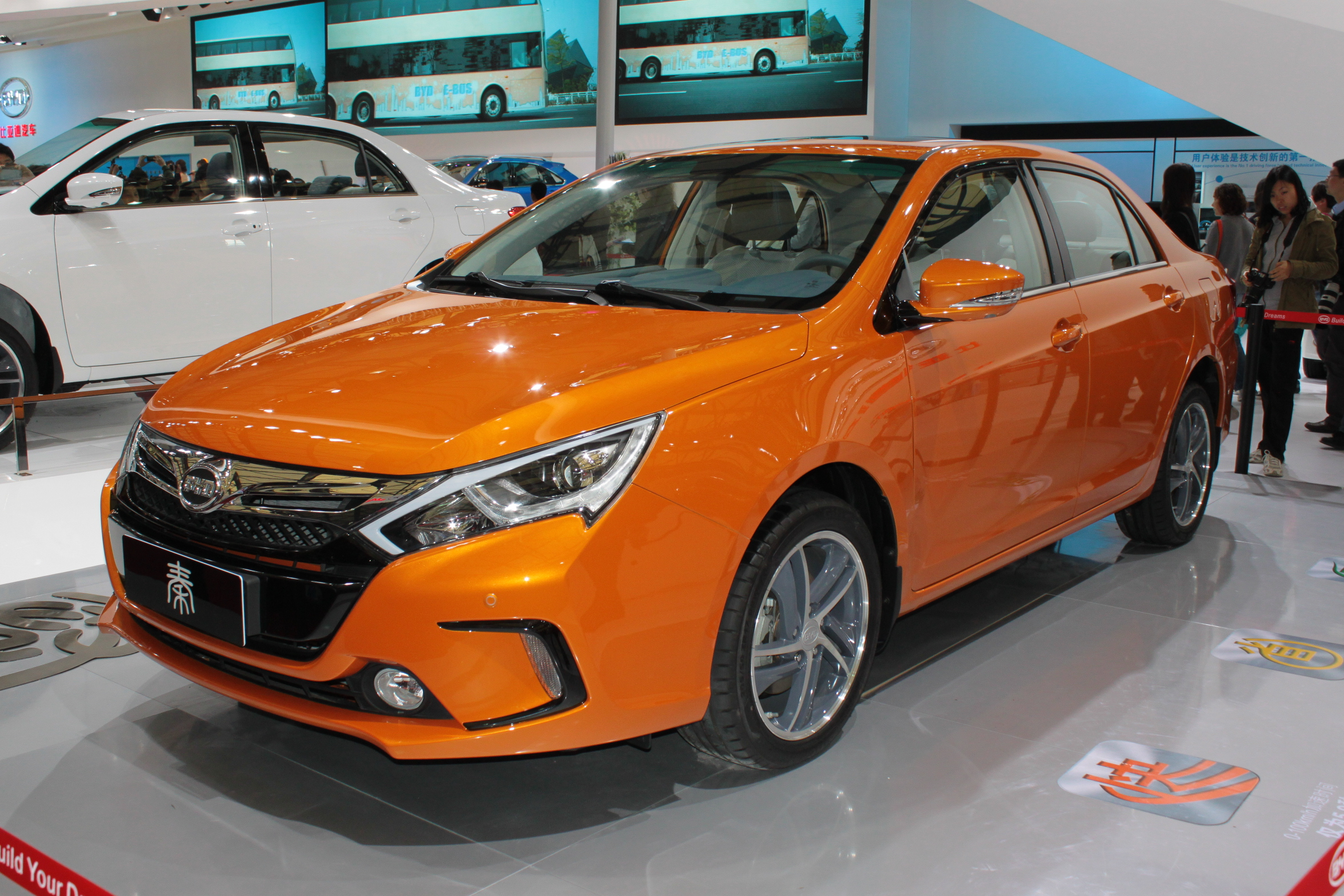
BYD 친

- BMW i8 스파이더 플러그인 하이브리드
- 체리 @앤트
- 크라이슬러 300 루이 디자인
- 시트로엥 누메로 9
- 피아트 비아조
- 혼다 콘셉트 C
- 혼다 콘셉트 S
- 지프 랭글러 드래곤 디자인
- 메르세데스-벤츠 콘셉트 스타일 쿠페
- 람보르기니 우루스
- 비야디 친 (발음 "친") 플러그인 하이브리드
- 롤스로이스 고스트 식스 센스
- SEAT 이비자 쿠프라
- 스코다 라피드
- 토요타 디어 친 해치백 및 세단
- 토요타 윤동 솽칭

## 2010년

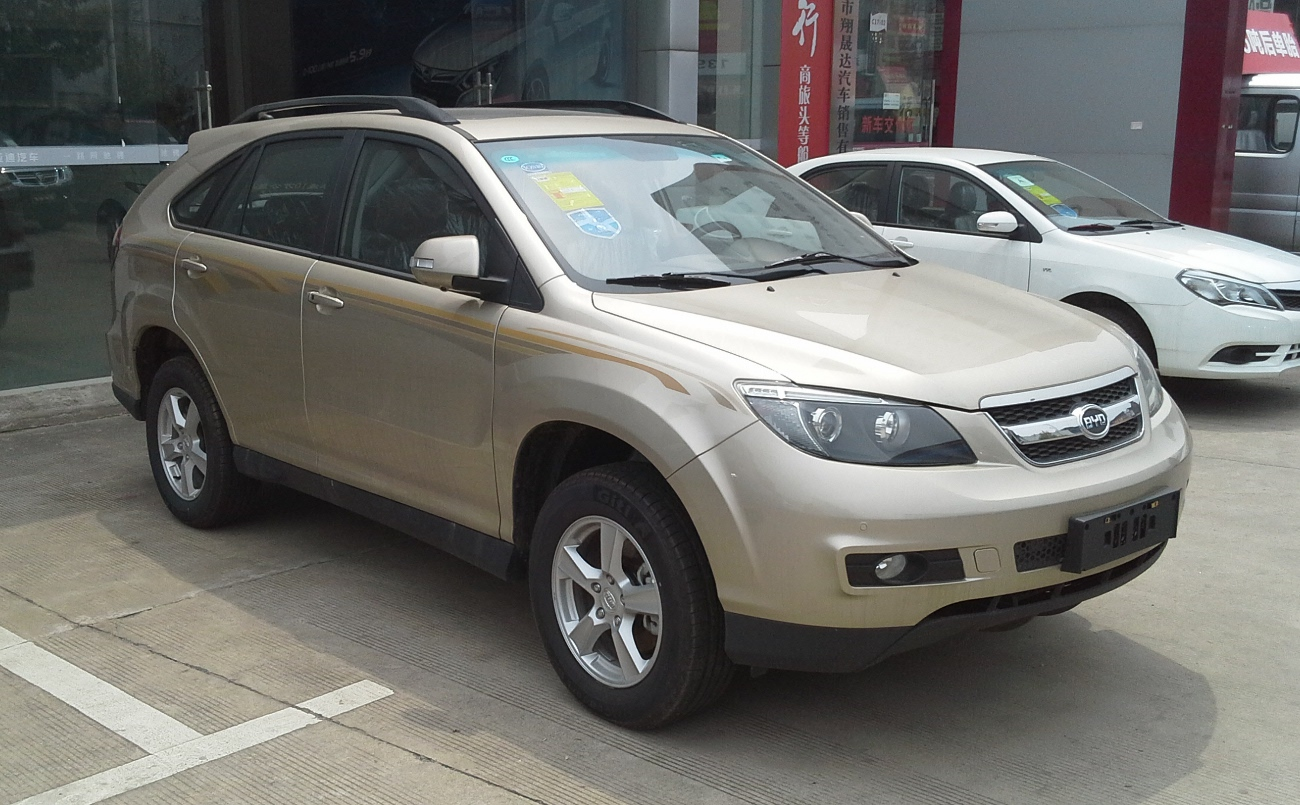
비야디 S6는 연례 중국 자동차 순위에서 "올해의 SUV"로 선정되었으며, 이는 중국 자동차 산업에서 가장 높은 영예이다.

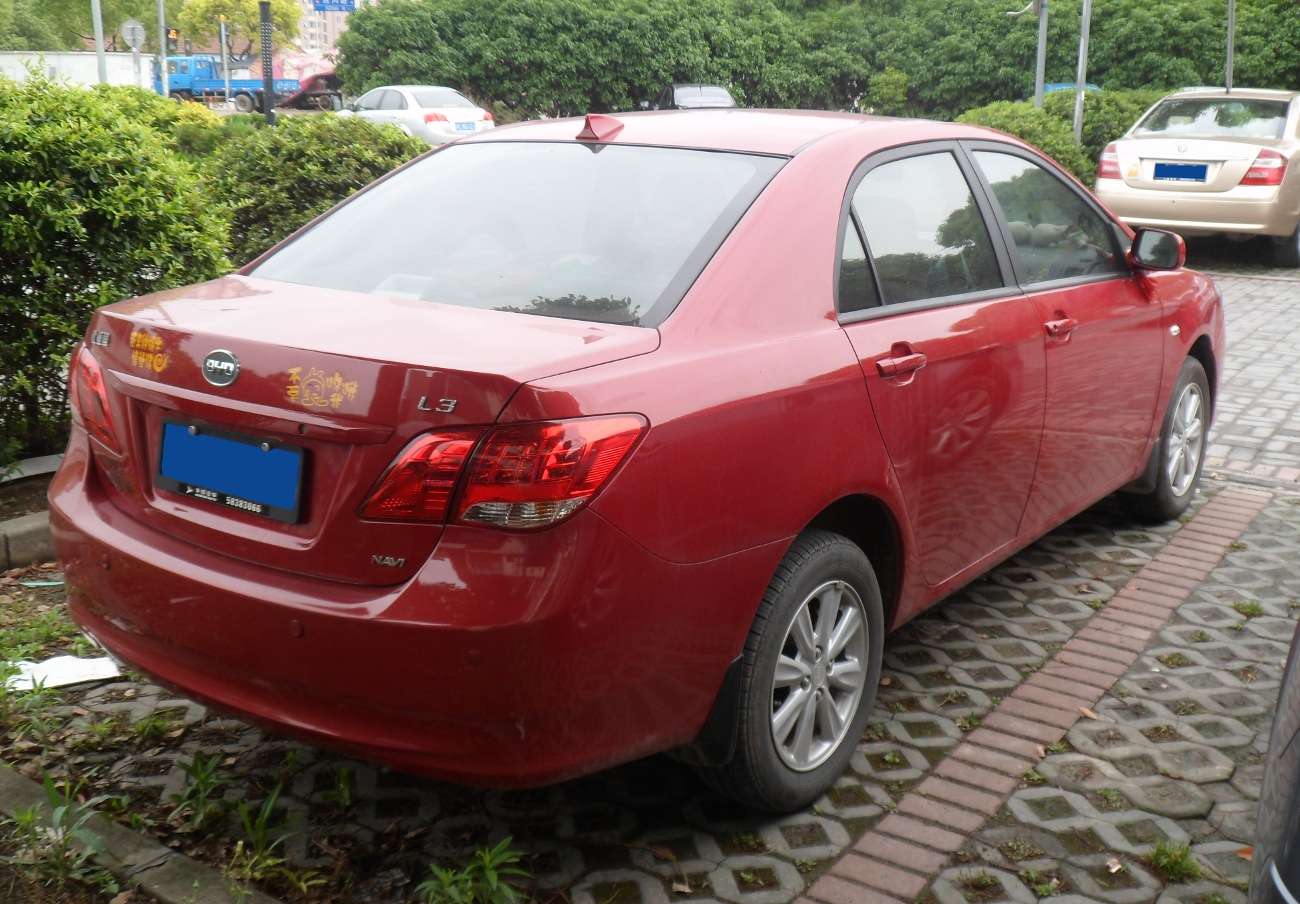
BYD L3

오토 차이나 2010은 4월 23일부터 5월 2일까지 China International Exhibition Center에서 개최되었다.
다음 주요 소개가 2010년 쇼에서 발표되었다:

### 양산차
- 아우디 A8 L & W12
- 아우디 A8 하이브리드 (중국 출시)
- BAW 007
- BMW 5 시리즈 LWB
- 벤틀리 컨티넨탈 GT 디자인 시리즈 차이나 스페셜 에디션
- 벤틀리 컨티넨탈 플라잉 스퍼 스피드 차이나 스페셜 에디션
- 브릴리언스 BS4 페이스리프트
- 브릴리언스 FSV
- 브릴리언스 진베이 H2L
- BYD I6
- BYD L3
- BYD S6
- 체리 렐라이 X5
- 체리 리치 G3
- 체리 리치 G6
- 체리 리치 M1
- 체리 리치 X1
- 쉐보레 세일 5도어 해치백[10]
- 쉐보레 스파크 (중국 출시)
- 둥펑 펑션 H30 크로스
- 둥펑 펑션 S30 BSG 하이브리드
- 페라리 599 GTO
- 포드 엣지 (중국 출시)
- 포드 포커스 (중국 출시)
- 만리장성 하발 H6
- 만리장성 하발 M3
- 만리장성 하발 SC60
- 만리장성 볼렉스 C50
- 만리장성 볼렉스 C70
- 화타이 B11
- 화타이 B35
- 혼다 크로스투어 (중국 출시)
- 훙치 HQE
- 현대 베르나[11]
- 인피니티 QX56 (중국 출시)[12]
- 기아 SL (중국 출시)
- 람보르기니 무르시엘라고 LP 670-4 슈퍼벨로체 차이나 리미티드 에디션
- 리판 SUV
- 마이바흐 57/62 페이스리프트
- 마쓰다 8 (중국 출시)
- 메르세데스-벤츠 E-클래스 LWB
- 메르세데스-벤츠 SLS AMG (중국 출시)
- 미니 컨트리맨 (중국 출시)
- 미쓰비시 ASX (중국 출시)
- 닛산 리프 (중국 출시)[13]
- 닛산 마치 (중국 출시)[13]
- 닛산 NV200 (중국 출시)[13]
- 포르쉐 카이엔 (중국 출시)
- 포르쉐 파나메라 V6
- 로위 350
- 로위 550 XT
- 로위 750 하이브리드
- 스코다 옥타비아 페이스리프트 (중국 출시)
- 스즈키 키자시 (중국 출시)
- 폭스바겐 CC (중국 출시)
- 폭스바겐 페이톤 페이스리프트
- 폭스바겐 샤란 (중국 출시)
- 폭스바겐 투아렉 하이브리드 (중국 출시)
- 볼보 S60 (중국 출시)
- 우링 홍광
- 영맨 유로페스타 로터스 L5[14]
- ZAP 일렉트릭 택시[15]
- 조티에 랑 지에
- 조티에 랑 준
- 조티에 멀티플랜

### 콘셉트 카
| - BAIC B40 - BAIC B61 - BAIC B90 하이브리드 - BAIC C60 (사브 9-3 기반) - BAIC C70 EV 콘셉트 - BAIC C71 & C71 EV (사브 9-5 기반) - BAIC EV 콘셉트 - BMW 콘셉트 그란 쿠페 - BMW 메가시티 콘셉트 - 브릴리언스 EV 콘셉트 - 캐딜락 컨버즈 콘셉트 (중국 출시) - 캐딜락 XTS 플래티넘 콘셉트 (중국 출시) - 창안 머메이드 콘셉트 - 창안 그린-i 콘셉트 - 쉐보레 아베오 RS 콘셉트 (중국 출시) - 쉐보레 볼트 MPV5 콘셉트 - FAW E-COO 콘셉트 - FAW E-윙 콘셉트 - 포드 스타트 콘셉트 | - GAC 트럼치 - 지리 엠그랜드 GE - 지리 엠그랜드 GT - 지리 잉롱 TXN 택시 - 지리 글리글 GS - IAT eTAXI 콘셉트 - IAT 우펑 2 콘셉트 - IAT 주펑 콘셉트 - JAC 비전 IV - 리니안 에베루스 콘셉트 - 메르세데스-벤츠 슈팅 브레이크 콘셉트 - MG 제로 콘셉트 - 미쓰비시 콘셉트 PX-MiEV (중국 출시) - 포르쉐 918 스파이더 콘셉트 (중국 출시) - 로위 E1 콘셉트 - SAIC 리프 콘셉트 - 토요타 FT-86 콘셉트 (중국 출시) - 폭스바겐 E-라비다 EV 콘셉트 - 영맨 유로페스타 로터스 L3 EV |

## 같이 보기
- 중국의 자동차 산업
- 상하이 국제 모터쇼
- 오토 광저우